# Ривин I фон Дилинген
Ривин I фон Дилинген (на немски: Riwin I von Dillingen; † сл. 973) от благородническия род Хупалдинги е граф на Дилинген.

## Произход
Той е единственият син на граф Дитвалд фон Дилинген († 10 август 955), който е убит в битката на Лехското поле. Името на майка му не е известно. Внук е на граф Хугбалд I фон Дилинген († 16 юли 909) и съпругата му Дитбирга/Теотберга († сл. 923) от германската кралска фамилия Бурхардинги, сестра на херцог Бурхард I от Швабия († 911), дъщеря на граф Адалберт II от Реция († ок. 900/906) и вероятно Юдит от Фриули (830 – 902). Племенник е на епископ Свети Улрих Аугсбургски († 973).
Баща му Дитвалд фон Дилинген построява построява първия замък в Дилинген (castellum Dilinga), близо до река Дунав. На този замък Хупалдингите се наричат comites de Dilinga, графове фон Дилинген, споменати за пръв път в документ от 1111 г.
След смъртта на баща му император Ото I дава графството му на Рихвин.

## Фамилия
Ривин фон Дилинген се жени за Хилдегард († сл. 973). Те имат вероятно пет деца:
- ? дъщеря, омъжена за Рапото II граф в горен Траунгау (* пр. 1000; † 13 юни ок. 1020)
- ? Ривин II фон Дилинген († сл. 1007)
- ? Хугбалд II фон Дилинген
- ? Варман фон Констанц († 1034), епископ на Констанц
- ? Еберхард I фон Констанц († 1046), епископ на Констанц